# Pysäberg
De  Pysäberg, Zweeds: Pysävaara, Samisch: Bisávárri, is een berg in het noorden van Zweden en is niet meer dan een pukkel in een gebied met moeras. De berg ligt in de gemeente Kiruna. Het water van de Pysäberg stroomt naar de Pysärivier.